# Streets of Philadelphia
"Streets of Philadelphia" là một bài hát của nghệ sĩ thu âm người Mỹ Bruce Springsteen nằm trong album nhạc phim của bộ phim năm 1993 Philadelphia, một trong những bộ phim thương mại đầu tiên đề cập đến HIV/AIDS. Nó được phát hành vào ngày 2 tháng 2 năm 1994 như là đĩa đơn đầu tiên trích từ album bởi Columbia Records. Bài hát sau đó cũng xuất hiện trong nhiều album tuyển tập trong sự nghiệp của Springsteen, như Greatest Hits (1995), The Essential Bruce Springsteen (2003) và Collection: 1973–2012 (2013). Sau khi hoàn thành chuyến lưu diễn Bruce Springsteen 1992–1993 World Tour, đạo diễn của phim Jonathan Demme đã liên lạc và đề nghị nam ca sĩ viết một bài hát cho bộ phim đang thực hiện dang dở của mình. Bài hát được viết lời bởi Springsteen, và ông cũng đồng sản xuất nó với Chuck Plotkin và Tommy Sims, dựa trên cảm hứng từ câu chuyện của một người bạn đã mất của ông.
Sau khi phát hành, "Streets of Philadelphia" nhận được những phản ứng tích cực từ các nhà phê bình âm nhạc, trong đó họ đánh giá cao quá trình sản xuất của nó và ghi nhận bài hát cũng như bộ phim đã thành công trong việc nâng cao nhận thức về AIDS và phơi bày một số sự kỳ thị trong xã hội lúc bấy giờ về căn bệnh này. Nó còn gặt hái nhiều giải thưởng và đề cử tại những lễ trao giải lớn, bao gồm giải Quả cầu vàng và giải Oscar cho Bài hát gốc xuất sắc nhất cũng như bốn giải Grammy cho Bài hát của năm, Bài hát Rock xuất sắc nhất, Trình diễn giọng nam Rock xuất sắc nhất và Bài hát xuất sắc nhất thuộc thể loại phim điện ảnh hoặc truyền hình bên cạnh một đề cử ở hạng mục Thu âm của năm tại lễ trao giải thường niên lần thứ 37. "Streets of Philadelphia" cũng đạt được những thành công vượt trội về mặt thương mại, đứng đầu các bảng xếp hạng ở Áo, Bỉ, Canada, Pháp, Đức, Ireland, Ý và Na Uy, và lọt vào top 10 ở tất cả những nơi nó xuất hiện, bao gồm vươn đến top 5 ở Úc, Đan Mạch, Phần Lan, New Zealand, Thụy Điển, Thụy Sĩ và Vương quốc Anh. Tại Hoa Kỳ, bài hát đạt vị trí thứ 9 trên bảng xếp hạng Billboard Hot 100, trở thành đĩa đơn có thứ hạng cao nhất của ông kể từ đĩa đơn năm 1987 "Tunnel of Love".
Video ca nhạc cho "Streets of Philadelphia" được đạo diễn bởi Jonathan Demme và Ted Demme, trong đó bao gồm những cảnh Springsteen đi bộ dọc theo những con phố hoang vắng, một công viên và sân trường nhộn nhịp, xen kẽ với những hình ảnh từ Philadelphia. Nó đã nhận được hai đề cử tại giải Video âm nhạc của MTV năm 1994 cho Video xuất sắc nhất của nam ca sĩ và Video xuất sắc nhất từ một bộ phim, và chiến thắng giải sau. Để quảng bá bài hát, nam ca sĩ đã trình diễn bài hát trên nhiều chương trình truyền hình và lễ trao giải lớn, bao gồm giải Oscar lần thứ 66, giải Grammy lần thứ 37 và giải Video âm nhạc của MTV năm 1994, cũng như trong một số đêm nhạc thuộc những chuyến lưu diễn của ông. Kể từ khi phát hành, "Streets of Philadelphia" đã được hát lại bởi nhiều nghệ sĩ khác nhau, như Elton John, U2, Coldplay và Ryan Adams, đồng thời là đĩa đơn có thứ hạng cao nhất trong sự nghiệp của nam ca sĩ ở Vương quốc Anh và gần nhất lọt vào top 10 ở Hoa Kỳ.

## Danh sách bài hát
Đĩa CD tại châu Âu
1. "Streets of Philadelphia" - 3:48
2. "If I Should Fall Behind" (trực tiếp) - 4:42
3. "Growin' Up" (trực tiếp) - 3:13
4. "The Big Muddy" (trực tiếp) - 4:11

Đĩa 7" tại Anh quốc
1. "Streets of Philadelphia" - 3:52
2. "If I Should Fall Behind" (trực tiếp) - 4:42

Đĩa CD tại Hoa Kỳ
1. "Streets of Philadelphia" - 3:52
2. "Atlantic City" (trực tiếp) - 5:48

## Xếp hạng
| Bảng xếp hạng (1994)                  | Vị trí cao nhất |
| ------------------------------------- | --------------- |
| Úc (ARIA)                             | 4               |
| Áo (Ö3 Austria Top 40)                | 1               |
| Bỉ (Ultratop 50 Flanders)             | 1               |
| Canada (RPM)                          | 1               |
| Canada Adult Contemporary (RPM)       | 6               |
| Đan Mạch (Tracklisten)                | 3               |
| Châu Âu (Eurochart Hot 100 Singles)   | 1               |
| Phần Lan (Suomen virallinen lista)    | 3               |
| Pháp (SNEP)                           | 1               |
| Đức (Official German Charts)          | 1               |
| Ireland (IRMA)                        | 1               |
| Ý (FIMI)                              | 1               |
| Hà Lan (Dutch Top 40)                 | 6               |
| Hà Lan (Single Top 100)               | 5               |
| New Zealand (Recorded Music NZ)       | 3               |
| Na Uy (VG-lista)                      | 1               |
| Thụy Điển (Sverigetopplistan)         | 3               |
| Thụy Sĩ (Schweizer Hitparade)         | 2               |
| Anh Quốc (OCC)                        | 2               |
| Hoa Kỳ Billboard Hot 100              | 9               |
| Hoa Kỳ Adult Contemporary (Billboard) | 3               |
| Hoa Kỳ Mainstream Rock (Billboard)    | 3               |
| Hoa Kỳ Pop Airplay (Billboard)        | 13              |

| Bảng xếp hạng (1994)                 | Vị trí |
| ------------------------------------ | ------ |
| Australia (ARIA)                     | 39     |
| Austria (Ö3 Austria Top 40)          | 4      |
| Belgium (Ultratop 50 Flanders)       | 8      |
| Canada (RPM)                         | 4      |
| Canada Adult Contemporary (RPM)      | 30     |
| Denmark (Tracklisten)                | 4      |
| Europe (European Hot 100 Singles)    | 3      |
| France (SNEP)                        | 5      |
| Germany (Official German Charts)     | 3      |
| Italy (FIMI)                         | 3      |
| Netherlands (Dutch Top 40)           | 13     |
| Netherlands (Single Top 100)         | 31     |
| New Zealand (Recorded Music NZ)      | 50     |
| Norway Spring Period (VG-lista)      | 2      |
| Sweden (Sverigetopplistan)           | 13     |
| Switzerland (Schweizer Hitparade)    | 12     |
| UK Singles (Official Charts Company) | 22     |
| US Billboard Hot 100                 | 54     |
| US Adult Contemporary (Billboard)    | 18     |

| Bảng xếp hạng (1990–1999)      | Xếp hạng |
| ------------------------------ | -------- |
| Belgium (Ultratop 50 Flanders) | 73       |

## Chứng nhận
| Quốc gia | Chứng nhận | Số đơn vị/doanh số chứng nhận |
| --- | ---------- | ----------------------------- |
| Úc (ARIA) | Bạch kim   | 70.000‡                       |
| Áo (IFPI Áo) | Vàng       | 25.000*                       |
| Pháp (SNEP) | Vàng       | 250.000*                      |
| Đức (BVMI) | Vàng       | 0^                            |
| Na Uy (IFPI) | Vàng       | 20.000*                       |
| Anh Quốc (BPI) | Vàng       | 400.000‡                      |
| Hoa Kỳ (RIAA) | Vàng       | 500.000^                      |
| * Chứng nhận dựa theo doanh số tiêu thụ. ^ Chứng nhận dựa theo doanh số nhập hàng. ‡ Chứng nhận dựa theo doanh số tiêu thụ và phát trực tuyến. |            |                               |